# Sucumbíos
Sucumbíos is een provincie in het noordoosten van Ecuador. De hoofdstad van de provincie is Nueva Loja. 
De provincie heeft een oppervlakte van 18.008 km². Naar schatting zijn er 220.483 inwoners in 2018.

## Kantons
De provincie is bestuurlijk onderverdeeld in zeven kantons. Achter elk kanton wordt de hoofdplaats genoemd.
| Nr. | Kanton          | Inwoners | Oppervlakte | Hoofdplaats                  | Inwoners |
| --- | --------------- | -------- | ----------- | ---------------------------- | -------- |
| 1   | Cascales        | 11.744   | 1.248 km²   | El Dorado de Cascales        | 2.510    |
| 2   | Cuyabeno        | 8.852    | 3.875 km²   | Tarapoa                      | 1.728    |
| 3   | Gonzalo Pizarro | 10.356   | 2.223 km²   | Lumbaqui                     | 2.083    |
| 4   | Lago Agrio      | 105.044  | 3.139 km²   | Nueva Loja                   | 55.627   |
| 5   | Putumayo        | 9.018    | 3.559 km²   | Puerto El Carmen de Putumayo | 2.012    |
| 6   | Shushufindi     | 50.826   | 2.463 km²   | Shushufindi                  | 16.328   |
| 7   | Sucumbíos       | 3.174    | 1.502 km²   | La Bonita                    | 746      |

| Detailkaart |
| ----------- |
|             |
| Kantons     |